# Németbánya
Németbánya (tyska: Deutschhütten) är en ort (by) i provinsen Veszprém i västra Ungern. Orten har 114 invånare (2024), på en yta av 12,19 km². Den ligger cirka 14 kilometer nordost om Ajka.